# فهرست پادشاهان اورشلیم
پادشاهان اورشلیم از سال ۱۰۹۹ تا ۱۲۹۱ در اینجا فهرست شده‌اند. در سراسر ۲۰۰ سال پادشاهی اورشلیم، یک محافظ، ۱۸ پادشاه و ۵ ملکه حکومت می‌کردند که برخی از ملکه‌ها مستقیماً حکومت کرده و برخی دیگر نائب حکومت تا رسیدن فرزندانشان به سن قانونی بودند. پادشاهی اورشلیم پس از پایان یافتن نخستین جنگ صلیبی در سال ۱۰۹۹ توسط گادفری بوین در کرانه شرقی دریای مدیترانه در سرزمین شام تأسیس شد. این پادشاهی توانست تقریباً حدود ۲۰۰ سال، از ۱۰۹۹ تا ۱۲۹۱ باقی بماند تا اینکه آخرین پایگاه این پادشاهی در عکا، توسط ممالیک تصرف شد. تاریخ این پادشاهی را می‌توان به دو بخش تقسیم نمود: دوره نخست که به نخستین پادشاهی اورشلیم معروف است از سال ۱۰۹۹ تا ۱۱۸۷ طول کشید و در نهایت با پیروزی صلاح‌الدین ایوبی بر صلیبیون و از دست رفتن اورشلیم، پایتخت به عکا انتقال یافت. این پادشاهی پس از جنگ صلیبی سوم، در عکا مجدداً باز تأسیس شد. دوره دوم پس از جنگ صلیبی ششم و توافق امپراتور فریدریش دوم با ایوبیان و بازپس‌گیری اورشلیم طی معاهده و قرادادی تا زمان حمله خوارزمشاهیان به اورشلیم که به دومین پادشاهی اورشلیم یا پادشاهی عکا مشهور است.
پس از تشکیل پادشاهی اورشلیم، قلمروهای تقسیم شده بین فرماندهان صلیبی به صورت مجموعه ارباب‌نشین‌های فئودالی (همچون کنت‌نشین‌ ادسا و کنت‌نشین طرابلس) تحت حاکمیت یک پادشاه درآمدند که این شیوه در دوره جانشینان گادفری بوین نیز ادامه یافت. دولت صلیبی اورشلیم چهار ارباب‌نشین اصلی صیدا، جلیل، یافا و ماورای اردن، شامل کرک و شوبک را به همراه دوازه واسال کوچک لدُ، نابلس، الخلیل، حیفا، بیسان، آرسوف، قیمون، تورون و بانیاس، اسکندرونه، داروم، بیروت و قیساریه که بزرگ‌ترین آنها بود، شامل می‌شد. این مجموعه همگی تابع مستقیم پادشاه اورشلیم بودند. پادشاه چند شهر را مستقیماً خود اداره می‌کرد و املاکش را برای خود می‌دانست. این شهرها به یک روایت اورشلیم، عکا، نابلس، پس از مدتی داروم بودند و به روایتی دیگر، افزون بر آنها، شهر صور را نیز شامل می‌شد. و قطعات دوازده‌گانه مزبور نیز غالباً به صورت موروثی اداره می‌شدند.
پادشاه از کمک و حمایت چندین صاحب‌منصب کشوری استفاده می‌برد که وی را در امر اداره پادشاهی یاری می‌رساندند. بدین ترتیب همان شیوه حکومتی رایج در حکومت‌های فئودال اروپا نیز در پادشاهی تازه تأسیس اورشلیم پیاده و اجرایی شد. نظام پادشاهی در اورشلیم تاحدودی هم انتخابی و هم ارثی بود. با این حال با شکل‌گیری خاندان سلطنتی در دوره اوج قدرت پادشاهی اورشلیم، شیوه‌ای مشخص برای جانشینی پدید آمد. با وجود این مسئله، پادشاه هنوز توسط دادگاه عالی (Haute Cour) انتخاب یا حداقل حکومت وی تأیید و به رسمیت شناخته می‌شد. پادشاه براساس اولی بین برابرها (پریموس اینتر پارس: Primus Inter Pares) شناخته می‌شد و در غیاب پادشاه وظایف وی برعهده مباشر بود. همچنین پادشاه ریاست دربار، فرماندهی کل قوا، مسئولیت ادرات مرکزی و حق تعیین همسر برای زنانی که وارث اربابان می‌شدند را بر عهده داشت.

## پادشاهان اورشلیم
| نگاره                                            | نام            | پدر                 | خاندان                 | ز./م.                           | تاج‌گذاری                            | نایب‌السلطنه                                            | جانشین                               | فرزند(ان)                                    | همسر(ان)                                        | توضیحات | منا.   |
| ------------------------------------------------ | -------------- | ------------------- | ---------------------- | ------------------------------- | ----------------------------------- | ------------------------------------------------------ | ------------------------------------ | -------------------------------------------- | ----------------------------------------------- | --- | ------ |
| با عنوان «مدافع مقبره مقدس» انتخاب و منصوب شدند. |                |                     |                        |                                 |                                     |                                                        |                                      |                                              |                                                 | |        |
|                                                  | گادفری بوین    | اوستاس بولونی       | خاندان فلاندرز (بولون) | ح. ۱۰۶۰ ۱۸ ژوئیه ۱۱۰۰           | ۲۲ ژوئیه ۱۰۹۹                       | -                                                      | بالدوین یکم                          | -                                            | -                                               | • شرکت در نخستین جنگ صلیبی • انتخاب به عنوان «مدافع مقبره مقدس» | [ ۵ ]  |
| با عنوان «پادشاه اورشلیم» به این مقام رسیدند.    |                |                     |                        |                                 |                                     |                                                        |                                      |                                              |                                                 | |        |
|                                                  | بالدوین یکم    | اوستاس بولونی       | خاندان بولون (فلاندرز) | ح. ۱۰۶۰ ۲ آوریل ۱۱۱۸            | ۲۵ دسامبر ۱۱۰۰                      | -                                                      | بالدوین دوم                          | -                                            | گادهیلد توسنی آردا ارمنستان آدلاید دل واستو     | • شرکت در نخستین جنگ صلیبی • تأسیس کنت‌نشین ادسا • تاج‌گذاری با عنوان «پادشاه اورشلیم» • طبق برخی منابع، همجنس‌گرا • اختلاف با تانکرد بر سر حیفا • فتح آرسوف، اشکلون و قیساریه با همراهی ناوگان جنوا • نبرد سه‌گانه رمله با فاطمیان مصر و آغاز جنگ‌های فاطمیان و صلیبیون • لشکرکشی ناموفق به مصر | [ ۹ ]  |
|                                                  | بالدوین دوم    | هیو رتل             | خاندان رتل             | ح. ۱۰۷۵ ۲۱ اوت ۱۱۳۱             | ۱۴ آوریل ۱۱۱۸                       | اوستاس گرنیر، ضابط اورشلیم ویلیام یکم بوری             | فولک و ملیساند                       | ملیساند آلیس هودیرنا لاوتا                   | مورفیا ملیتنه                                   | • شرکت در نخستین جنگ صلیبی • انتخاب به عنوان کنت ادسا پس از بالدوین یکم • اسیر شدن توسط سکمان و جکرمش در جریان نبرد حران • درگیری با تانکرد بر ادسا • جنگ با ارمن‌شاهان و سلاجقه شام • پس از مرگ بالدوین یکم، انتخاب به عنوان پادشاه اورشلیم • ادامه جنگ با اتابکان شام ( از جمله محاصره حلب) و اسارات برای بار دوم | [ ۱۰ ] |
|                                                  | فولک           | فولک چهارم آنژو     | خاندان آنژو            | ح. ۱۰۸۹/۹۲ ۱۳ نوامبر ۱۱۴۳       | ۱۱۳۱ به همراه ملیساند               | -                                                      | بالدوین سوم و ملیساند                | جفری سیبلا ماتیلدا الیاس بالدوین امالریک     | ارمنگارد ملیساند                                | • با پیشنهاد بالدوین دوم، با ملیساند ازدواج کرد • تبعید مجدد آلیس انطاکیه، دختر بالدوین دوم • سرکوب شورش هیو دوم، کنت یافا • اتحاد با ژان کمننوس برای مقابله با زنگیان | [ ۱۱ ] |
|                                                  | بالدوین سوم    | فولک اورشلیم        | خاندان آنژو            | ۱۱۳۰ ۱۰ فوریه ۱۱۶۳              | ۲۵ دسامبر ۱۱۴۳                      | ملیساند، ملکه اورشلیم                                  | امالریک یکم                          | -                                            | تئودرا کومننه                                   | • سقوط ادسا به دست زنگیان • آغاز جنگ صلیبی دوم و شکست صلیبیون در اراضی مقدس • درصدد شرکت در حمله صلیبیون به شام (دمشق) اما مخالفت مادرش، ملیساند • جنگ داخلی؛ وادار کردن مادرش به ترک حکومت و بازگشت به نابلس • فتح اشکلون در سال ۱۱۵۳ • معاهده صلح با نورالدین زنگی در ۱۱۵۶ • اتحاد با مانوئل یکم، امپراتور بیزانس پس از ازدواج با برادرزادهٔ وی                                                                                         | [ ۱۲ ] |
|                                                  | امالریک یکم    | فولک اورشلیم        | خاندان آنژو            | ۱۱۳۶ ۱۱ ژوئیه ۱۱۷۴              | ۱۱۶۳                                | -                                                      | بالدوین چهارم                        | بالدوین سیبلا ایزابلا                        | آگنس کورتنی ماریا کومننه                        | • کنت یافا و اشکلون در زمان بالدوین سوم • حمله نخست به مصر در سال ۱۱۵۳ • اتحاد با امپراتوری بیزانس پس از ازدواج با ماریا کومننه • حمله دوم به مصر در سال ۱۱۷۱ | [ ۱۳ ] |
|                                                  | بالدوین چهارم  | ویلیام مونفروا      | خاندان آنژو            | اوایل تابستان ۱۱۶۱ ۱۶ مارس ۱۱۸۵ | ۱۵ ژوئیه ۱۱۷۴                       | ریمون سوم، کنت طرابلس گی لوزینیان                      | بالدوین پنجم                         | -                                            | -                                               | • ابتلا به بیماری جذام و ملقب به پادشاه جذامی • حمله به دمشق در سن ۱۳ سالگی • شکست صلاح‌الدین ایوبی در نبرد مونتگیسارد و نبرد کوکب هوا • صلح دوساله با صلاح‌الدین ایوبی پس از نبرد مرج عیون • ازدواج سیبلا با گی لوزینیان و اختلافات آنها با ریمون سوم؛ خلع گی لوزینیان از مقام نیابت و انتخاب ریمون به‌عنوان نایب بالدوین پنجم | [ ۱۴ ] |
|                                                  | بالدوین پنجم   | امالریک یکم         | خاندان آلرامیکی        | اوت ۱۱۷۷ اواخر اوت ۱۱۸۶         | ۲۰ نوامبر ۱۱۸۳                      | ریمون سوم، کنت طرابلس                                  | گی لوزینیان و سیبلا                  | -                                            | -                                               | • همچون بالدوین چهارم، مبتلا به جذام • آغاز مجدد اختلافات داخلی میان گی لوزینیان و ریمون سوم | [ ۱۵ ] |
|                                                  | گی لوزینیان    | هیو هشتم لوزینیان   | خاندان لوزینیان        | ح. ۱۱۵۰ ۱۸ ژوئیه ۱۱۹۴           | ۱۱۸۶ به همراه سیبلا                 | -                                                      | کنراد مونتفرات و ایزابلا یکم اورشلیم | -                                            | سیبلا                                           | • کنت یافا و اشکلون پس از ازدواج با سیبلا • اختلاف با ریمون سوم و خلع توسط بالدوین چهارم از مقام خود • پس از مرگ بالدوین پنجم، تاج‌گذاری به همراه سیبلا • نبرد حطین و شکست از صلاح‌الدین ایوبی و اسیر شدن وی و از دست فتن بخش اعظمی از قلمروی پادشاهی اورشلیم • آزاد شدن و بازگشت به صور؛ تلاش برای بازپس‌گیری قدرت در رقابت با کنراد مونفروا • همراهی ریچارد یکم انگلستان طی جنگ صلیبی سوم • حرکت به سمت قبرس و انتخاب به عنوان ارباب آنجا | [ ۱۶ ] |
|                                                  | کنراد مونتفرات | ویلیام پنجم مونفروا | خاندان آلرامیکی        | نامشخص ۲۸ آوریل ۱۱۹۲            | ۱۱۸۶ به همراه ایزابلا یکم           | -                                                      | هنری یکم و ایزابلا یکم اورشلیم       | ماریا                                        | تئودورا آنجلینا ایزابلا یکم اورشلیم             | • به‌دست گرفتن صور پیش از نبرد حطین و دفاع از این شهر در مقابل صلاح‌الدین • پس از مرگ سیبلا، ازدواج با ایزابلا و تاج‌گذاری به همراه وی • ترور توسط اسماعیلیان نزاری (حشاشین) | [ ۱۷ ] |
|                                                  | هنری یکم       | هنری یکم شامپانی    | خاندان بلویی           | ۲۹ ژوئیه ۱۱۶۶ ۱۰ سپتامبر ۱۱۹۷   | ۱۱۹۲ به همراه ایزابلا یکم           | -                                                      | آیمری قبرس و ایزابلا یکم اورشلیم     | مارگاریت آلیس فیلیپا                         | ایزابلا یکم اورشلیم                             | • شرکت در جنگ صلیبی سوم همراه با فیلیپ دوم فرانسه • ۸ روز پس از مرگ کنراد، ازدواج با ایزابلا • درصدد اتحاد با اسماعیلیان نزاری (حشاشین)؛ ظن دست‌داشتن وی در قتل کنراد | [ ۱۸ ] |
|                                                  | آیمری          | هیو هشتم لوزینیان   | خاندان لوزینیان        | ح. ۱۱۵۳ ۱ آوریل ۱۲۰۵            | ژانویه ۱۱۹۸ به همراه ایزابلا یکم    | -                                                      | جان برین و ماریا مونفروا             | بورگوین هلویس هیو سیبلا ملیساند گی جان       | اسکیوا ابلین ایزابلا یکم اورشلیم                | • ازدواج با خاندان ابلین • پاسبان و ضابط شهر اورشلیم در زمان بالدوین چهارم • پیشنهاد ازدواج گی، برادرش، با سیبلا به آگنس کورتنی • پس از تصرف قبرس، عزیمت به آنجا • ارباب و در ادامه پادشاه قبرس پس از مرگ بردارش • پس از مرگ هنری، ازدواج با ایزابلا و تاج‌گذاری به عنوان پادشاه اورشلیم | [ ۱۹ ] |
|                                                  | جان یکم        | ارارد دوم برین      | خاندان برین            | ح. ۱۱۷۰ ۱۹-۲۳ مارس ۱۲۳۷         | ۳ اکتبر ۱۲۱۰ به همراه ماریا اورشلیم | -                                                      | فریدریش دوم و ایزابلا اورشلیم        | ایزابلا ماری آلفونس لوئی جان                 | ماریا اورشلیم استفانی ارمنستان برنگاریا لئون    | • به پیشنهاد فیلیپ دوم و تأیید دادگاه عالی اورشلیم، انتخاب به عنوان همسر ماریا اورشلیم • پیمان صلح ۶ ساله با مسلمانان • پس از مرگ همسرش، از دست عنوان پادشاه و انتخاب به‌عنوان نایب‌السلطنه دخترش، ایزابلا • اتحاد با پادشاهی ارمنستان و ازدواج با دختر پادشاه ارمنستان • شرکت در جنگ صلیبی پنجم • موافقت با ازدواج ایزابلا با فریدریش دوم، امپراتور مقدس روم • نایب‌السلطنه بالدوین دوم، امپراتور لاتین پس از ازدواج وی با دیگر دخترش ماری | [ ۲۰ ] |
|                                                  | فریدریش دوم    | هاینریش ششم         | خاندان اشتاوفر         | ۲۶ دسامبر ۱۱۹۴ ۲۶ دسامبر ۱۲۵۰   | ۱۲۲۵ به همراه ایزابلا اورشلیم       | -                                                      | کنراد دوم                            | هاینریش کنراد مارگارت آنا مانفرد بیشتر       | کنستانس آراگون ایزابلا اورشلیم ایزابلا انگلستان | • درصدد شرکت در جنگ صلیبی پنجم اما درگیر جنگ جانشینی شامپانی • ازدواج با ایزابلا دوم پس از قرارداد سن جرمانو • با مرگ ایزابلا، انتخاب به‌عنوان نایب پسرش کنراد • تکفیر توسط پاپ به دلیل تاخیر در عزیمت به شرق • شرکت در جنگ صلیبی ششم؛ بستن معاهده یافا با الکامل، سلطان ایوبی و بازپس‌گیری اورشلیم • جنگ لمباردی میان حامیان وی با خاندان‌های محلی به رهبری خاندان ابلین                                                                   | [ ۲۱ ] |
|                                                  | کنراد دوم      | فریدریش دوم         | خاندان اشتاوفر         | ۲۵ آوریل ۱۲۲۸ ۲۱ مه ۱۲۵۴        | ۲۵ آوریل ۱۲۲۸                       | فریدریش دوم آلیس شامپانی هنری یکم قبرس پلیسانس انطاکیه | کنراد سوم                            | کنرادین                                      | الیزابت باواریا                                 | • پس از تولد و مرگ مادرش، ایزابلا، انتخاب به‌عنوان پادشاه اورشلیم • پس از جنگ لمباردی‌ها، مخالفت و به رسمیت نشناختن حکومت وی از جانب دیوان عالی اورشلیم؛ ماندن در دربار پدرش در آلمان | [ ۲۲ ] |
|                                                  | کنراد سوم      | کنراد دوم           | خاندان اشتاوفر         | ۲۵ مارس ۱۲۵۲ ۲۹ اکتبر ۱۲۶۸      | ۲۱ مه ۱۲۵۴                          | پلیسانس انطاکیه ایزابلا قبرس هیو سوم قبرس              | هیو سوم                              | -                                            | -                                               | • پس از مرگ پدرش، دریافت عنوان پادشاه اورشلیم ولی عازم شرق نشد • قدرت‌گیری مجدد خاندان لوزینیان و به‌دست‌گرفتن امور پادشاهی اورشلیم | [ ۲۳ ] |
|                                                  | هیو سوم        | هنری انطاکیه        | خاندان لوزینیان        | ۱۲۳۵ ۲۴ مارس ۱۲۸۴               | ۱۲۶۸                                | -                                                      | جان دوم                              | جان بوهموند هنری امالریک ماری آیمری گی بیشتر | ایزابلا ابلین                                   | • تفویض حکومت قبرس پس از مرگ هیو دوم • درصدد احیا قدرت پادشاهی اورشلیم و حضور در پادشاهی برخلاف پادشاهان قبلی خود • جنگ و اختلافات داخلی: درگیری با مدعیان حکومت همچون ملیساند، از نزدیکان کنرادین و شارل آنژو، پادشاه سیسیل • درگیری با بیبرس، سلطان ممالیک و از دست‌دادن مناطقی همچون قیساریه، آرسوف، یافا و انطاکیه | [ ۲۴ ] |
|                                                  | جان دوم        | هیو سوم             | خاندان لوزینیان        | ۱۲۵۹/۶۷ ۱۲۸۵                    | ۱۲۸۴                                | -                                                      | هنری دوم                             | -                                            | -                                               | • به قدت رسیدن پس از مرگ هیو سوم در زمان لشکرکشی به صور • مخالفت شارل آنژو با حکومت وی همچون پدرش • طبق برخی منابع، مسموم‌شدن توسط برادرش، هنری دوم | [ ۲۵ ] |
|                                                  | هنری دوم       | هیو سوم             | خاندان لوزینیان        | ژوئن ۱۲۷۰ ۳۱ اوت ۱۳۲۴           | ۱۲۸۵                                | -                                                      | - (برافتادن پادشاهی اورشلیم)         | -                                            | کنستانس سیسیل                                   | • بعد از مرگ برادرش و شارل آنژو، حمله به عکا برای به‌دست گرفتن قدرت پادشاهی اورشلیم و بیرون راندن خاندان آنژو از عکا • آغاز مجدد حملات ممالیک در زمان حکومتش و تصرف شهرهایی همچون صور، بیروت و چند شهر دیگر و برافتادن کنت‌نشین طرابلس • محاصره عکا توسط الاشرف خلیل و فرار هنری به قبرس و برافتادن پادشاهی اورشلیم در ۱۸ مه ۱۲۹۱ | [ ۲۶ ] |

## شجره‌نامه
|                 |                 |                 |                 |                 |                 |  |  |                                      |                                      |                                      |                                      |                                      |                                      |  |  |                                     |                                     | (ارتباط خانوادگی)                   |                                     |                                     |                                     |  |  |                                    |                                    |                                    |                                    |                                    |                                    |                                  |                                  |                                    |                                    |                                    |                                    |                                    |                                    |                             |                             |                                       |                                       |                                       |                                       |                                       |                                       |                                |                                |                                 |                                 |                                 |                                 |                                 |                                 |  |  |                                    |                                    |                                    |                                    |                                    |                                    |  |  |  |  |  |  |  |  |  |  |  |  |  |  |
|                 |                 |                 |                 |                 |                 |  |  |                                      |                                      |                                      |                                      |                                      |                                      |  |  |                                     |                                     |                                     |                                     |                                     |                                     |  |  |                                    |                                    |                                    |                                    |                                    |                                    |                                  |                                  |                                    |                                    |                                    |                                    |                                    |                                    |                             |                             |                                       |                                       |                                       |                                       |                                       |                                       |                                |                                |                                 |                                 |                                 |                                 |                                 |                                 |  |  |                                    |                                    |                                    |                                    |                                    |                                    |  |  |  |  |  |  |  |  |  |  |  |  |  |  |
|                 |                 |                 |                 |                 |                 |  |  |                                      |                                      |                                      |                                      |                                      |                                      |  |  |                                     |                                     |                                     |                                     |                                     |                                     |  |  |                                    |                                    |                                    |                                    |                                    |                                    |                                  |                                  |                                    |                                    |                                    |                                    |                                    |                                    |                             |                             |                                       |                                       |                                       |                                       |                                       |                                       |                                |                                |                                 |                                 |                                 |                                 |                                 |                                 |  |  |                                    |                                    |                                    |                                    |                                    |                                    |  |  |  |  |  |  |  |  |  |  |  |  |  |  |
|                 |                 |                 |                 |                 |                 |  |  |                                      |                                      |                                      |                                      |                                      |                                      |  |  |                                     |                                     |                                     |                                     |                                     |                                     |  |  |                                    |                                    |                                    |                                    |                                    |                                    |                                  |                                  |                                    |                                    |                                    |                                    |                                    |                                    |                             |                             |                                       |                                       |                                       |                                       |                                       |                                       |                                |                                |                                 |                                 |                                 |                                 |                                 |                                 |  |  |                                    |                                    |                                    |                                    |                                    |                                    |  |  |  |  |  |  |  |  |  |  |  |  |  |  |
| خاندان بولون    | خاندان بولون    | خاندان بولون    | خاندان بولون    | خاندان بولون    | خاندان بولون    |  |  | گادفری ۱۰۶۰–۱۱۰۰ ح. ۱۰۹۹–۱۱۰۰        | گادفری ۱۰۶۰–۱۱۰۰ ح. ۱۰۹۹–۱۱۰۰        | گادفری ۱۰۶۰–۱۱۰۰ ح. ۱۰۹۹–۱۱۰۰        | گادفری ۱۰۶۰–۱۱۰۰ ح. ۱۰۹۹–۱۱۰۰        | گادفری ۱۰۶۰–۱۱۰۰ ح. ۱۰۹۹–۱۱۰۰        | گادفری ۱۰۶۰–۱۱۰۰ ح. ۱۰۹۹–۱۱۰۰        |  |  | بالدوین یکم ۱۰۵۸–۱۱۱۸ ح. ۱۱۰۰–۱۱۱۸  | بالدوین یکم ۱۰۵۸–۱۱۱۸ ح. ۱۱۰۰–۱۱۱۸  | بالدوین یکم ۱۰۵۸–۱۱۱۸ ح. ۱۱۰۰–۱۱۱۸  | بالدوین یکم ۱۰۵۸–۱۱۱۸ ح. ۱۱۰۰–۱۱۱۸  | بالدوین یکم ۱۰۵۸–۱۱۱۸ ح. ۱۱۰۰–۱۱۱۸  | بالدوین یکم ۱۰۵۸–۱۱۱۸ ح. ۱۱۰۰–۱۱۱۸  |  |  | بالدوین دوم ۱۰۶۰–۱۱۳۱ ح. ۱۱۱۸–۱۱۳۱ | بالدوین دوم ۱۰۶۰–۱۱۳۱ ح. ۱۱۱۸–۱۱۳۱ | بالدوین دوم ۱۰۶۰–۱۱۳۱ ح. ۱۱۱۸–۱۱۳۱ | بالدوین دوم ۱۰۶۰–۱۱۳۱ ح. ۱۱۱۸–۱۱۳۱ | بالدوین دوم ۱۰۶۰–۱۱۳۱ ح. ۱۱۱۸–۱۱۳۱ | بالدوین دوم ۱۰۶۰–۱۱۳۱ ح. ۱۱۱۸–۱۱۳۱ |                                  |                                  |                                    |                                    |                                    |                                    |                                    |                                    |                             |                             |                                       |                                       |                                       |                                       |                                       |                                       |                                |                                |                                 |                                 |                                 |                                 |                                 |                                 |  |  |                                    |                                    |                                    |                                    |                                    |                                    |  |  |  |  |  |  |  |  |  |  |  |  |  |  |
| خاندان بولون    | خاندان بولون    | خاندان بولون    | خاندان بولون    | خاندان بولون    | خاندان بولون    |  |  | گادفری ۱۰۶۰–۱۱۰۰ ح. ۱۰۹۹–۱۱۰۰        | گادفری ۱۰۶۰–۱۱۰۰ ح. ۱۰۹۹–۱۱۰۰        | گادفری ۱۰۶۰–۱۱۰۰ ح. ۱۰۹۹–۱۱۰۰        | گادفری ۱۰۶۰–۱۱۰۰ ح. ۱۰۹۹–۱۱۰۰        | گادفری ۱۰۶۰–۱۱۰۰ ح. ۱۰۹۹–۱۱۰۰        | گادفری ۱۰۶۰–۱۱۰۰ ح. ۱۰۹۹–۱۱۰۰        |  |  | بالدوین یکم ۱۰۵۸–۱۱۱۸ ح. ۱۱۰۰–۱۱۱۸  | بالدوین یکم ۱۰۵۸–۱۱۱۸ ح. ۱۱۰۰–۱۱۱۸  | بالدوین یکم ۱۰۵۸–۱۱۱۸ ح. ۱۱۰۰–۱۱۱۸  | بالدوین یکم ۱۰۵۸–۱۱۱۸ ح. ۱۱۰۰–۱۱۱۸  | بالدوین یکم ۱۰۵۸–۱۱۱۸ ح. ۱۱۰۰–۱۱۱۸  | بالدوین یکم ۱۰۵۸–۱۱۱۸ ح. ۱۱۰۰–۱۱۱۸  |  |  | بالدوین دوم ۱۰۶۰–۱۱۳۱ ح. ۱۱۱۸–۱۱۳۱ | بالدوین دوم ۱۰۶۰–۱۱۳۱ ح. ۱۱۱۸–۱۱۳۱ | بالدوین دوم ۱۰۶۰–۱۱۳۱ ح. ۱۱۱۸–۱۱۳۱ | بالدوین دوم ۱۰۶۰–۱۱۳۱ ح. ۱۱۱۸–۱۱۳۱ | بالدوین دوم ۱۰۶۰–۱۱۳۱ ح. ۱۱۱۸–۱۱۳۱ | بالدوین دوم ۱۰۶۰–۱۱۳۱ ح. ۱۱۱۸–۱۱۳۱ |                                  |                                  |                                    |                                    |                                    |                                    |                                    |                                    |                             |                             |                                       |                                       |                                       |                                       |                                       |                                       |                                |                                |                                 |                                 |                                 |                                 |                                 |                                 |  |  |                                    |                                    |                                    |                                    |                                    |                                    |  |  |  |  |  |  |  |  |  |  |  |  |  |  |
| خاندان رتل      | خاندان رتل      | خاندان رتل      | خاندان رتل      | خاندان رتل      | خاندان رتل      |  |  |                                      |                                      |                                      |                                      |                                      |                                      |  |  |                                     |                                     |                                     |                                     |                                     |                                     |  |  | ملیساند ۱۱۰۵–۱۱۶۱ ح. ۱۱۳۱–۱۱۵۳     | ملیساند ۱۱۰۵–۱۱۶۱ ح. ۱۱۳۱–۱۱۵۳     | ملیساند ۱۱۰۵–۱۱۶۱ ح. ۱۱۳۱–۱۱۵۳     | ملیساند ۱۱۰۵–۱۱۶۱ ح. ۱۱۳۱–۱۱۵۳     | ملیساند ۱۱۰۵–۱۱۶۱ ح. ۱۱۳۱–۱۱۵۳     | ملیساند ۱۱۰۵–۱۱۶۱ ح. ۱۱۳۱–۱۱۵۳     |                                  |                                  | فولک ۱۰۹۲–۱۱۴۳ ح. ۱۱۳۱–۱۱۴۳        | فولک ۱۰۹۲–۱۱۴۳ ح. ۱۱۳۱–۱۱۴۳        | فولک ۱۰۹۲–۱۱۴۳ ح. ۱۱۳۱–۱۱۴۳        | فولک ۱۰۹۲–۱۱۴۳ ح. ۱۱۳۱–۱۱۴۳        | فولک ۱۰۹۲–۱۱۴۳ ح. ۱۱۳۱–۱۱۴۳        | فولک ۱۰۹۲–۱۱۴۳ ح. ۱۱۳۱–۱۱۴۳        |                             |                             |                                       |                                       |                                       |                                       |                                       |                                       |                                |                                |                                 |                                 |                                 |                                 |                                 |                                 |  |  |                                    |                                    |                                    |                                    |                                    |                                    |  |  |  |  |  |  |  |  |  |  |  |  |  |  |
| خاندان رتل      | خاندان رتل      | خاندان رتل      | خاندان رتل      | خاندان رتل      | خاندان رتل      |  |  |                                      |                                      |                                      |                                      |                                      |                                      |  |  |                                     |                                     |                                     |                                     |                                     |                                     |  |  | ملیساند ۱۱۰۵–۱۱۶۱ ح. ۱۱۳۱–۱۱۵۳     | ملیساند ۱۱۰۵–۱۱۶۱ ح. ۱۱۳۱–۱۱۵۳     | ملیساند ۱۱۰۵–۱۱۶۱ ح. ۱۱۳۱–۱۱۵۳     | ملیساند ۱۱۰۵–۱۱۶۱ ح. ۱۱۳۱–۱۱۵۳     | ملیساند ۱۱۰۵–۱۱۶۱ ح. ۱۱۳۱–۱۱۵۳     | ملیساند ۱۱۰۵–۱۱۶۱ ح. ۱۱۳۱–۱۱۵۳     |                                  |                                  | فولک ۱۰۹۲–۱۱۴۳ ح. ۱۱۳۱–۱۱۴۳        | فولک ۱۰۹۲–۱۱۴۳ ح. ۱۱۳۱–۱۱۴۳        | فولک ۱۰۹۲–۱۱۴۳ ح. ۱۱۳۱–۱۱۴۳        | فولک ۱۰۹۲–۱۱۴۳ ح. ۱۱۳۱–۱۱۴۳        | فولک ۱۰۹۲–۱۱۴۳ ح. ۱۱۳۱–۱۱۴۳        | فولک ۱۰۹۲–۱۱۴۳ ح. ۱۱۳۱–۱۱۴۳        |                             |                             |                                       |                                       |                                       |                                       |                                       |                                       |                                |                                |                                 |                                 |                                 |                                 |                                 |                                 |  |  |                                    |                                    |                                    |                                    |                                    |                                    |  |  |  |  |  |  |  |  |  |  |  |  |  |  |
|                 |                 |                 |                 |                 |                 |  |  |                                      |                                      |                                      |                                      |                                      |                                      |  |  |                                     |                                     |                                     |                                     |                                     |                                     |  |  |                                    |                                    |                                    |                                    |                                    |                                    |                                  |                                  |                                    |                                    |                                    |                                    |                                    |                                    |                             |                             |                                       |                                       |                                       |                                       |                                       |                                       |                                |                                |                                 |                                 |                                 |                                 |                                 |                                 |  |  |                                    |                                    |                                    |                                    |                                    |                                    |  |  |  |  |  |  |  |  |  |  |  |  |  |  |
|                 |                 |                 |                 |                 |                 |  |  |                                      |                                      |                                      |                                      |                                      |                                      |  |  |                                     |                                     |                                     |                                     |                                     |                                     |  |  |                                    |                                    |                                    |                                    |                                    |                                    |                                  |                                  |                                    |                                    |                                    |                                    |                                    |                                    |                             |                             |                                       |                                       |                                       |                                       |                                       |                                       |                                |                                |                                 |                                 |                                 |                                 |                                 |                                 |  |  |                                    |                                    |                                    |                                    |                                    |                                    |  |  |  |  |  |  |  |  |  |  |  |  |  |  |
| خاندان آنژو     | خاندان آنژو     | خاندان آنژو     | خاندان آنژو     | خاندان آنژو     | خاندان آنژو     |  |  |                                      |                                      |                                      |                                      |                                      |                                      |  |  |                                     |                                     |                                     |                                     |                                     |                                     |  |  | بالدوین سوم ۱۱۳۰–۱۱۶۳ ح. ۱۱۴۳–۱۱۶۳ | بالدوین سوم ۱۱۳۰–۱۱۶۳ ح. ۱۱۴۳–۱۱۶۳ | بالدوین سوم ۱۱۳۰–۱۱۶۳ ح. ۱۱۴۳–۱۱۶۳ | بالدوین سوم ۱۱۳۰–۱۱۶۳ ح. ۱۱۴۳–۱۱۶۳ | بالدوین سوم ۱۱۳۰–۱۱۶۳ ح. ۱۱۴۳–۱۱۶۳ | بالدوین سوم ۱۱۳۰–۱۱۶۳ ح. ۱۱۴۳–۱۱۶۳ |                                  |                                  | امالریک یکم ۱۱۳۶–۱۱۷۴ ح. ۱۱۶۳–۱۱۷۴ | امالریک یکم ۱۱۳۶–۱۱۷۴ ح. ۱۱۶۳–۱۱۷۴ | امالریک یکم ۱۱۳۶–۱۱۷۴ ح. ۱۱۶۳–۱۱۷۴ | امالریک یکم ۱۱۳۶–۱۱۷۴ ح. ۱۱۶۳–۱۱۷۴ | امالریک یکم ۱۱۳۶–۱۱۷۴ ح. ۱۱۶۳–۱۱۷۴ | امالریک یکم ۱۱۳۶–۱۱۷۴ ح. ۱۱۶۳–۱۱۷۴ |                             |                             |                                       |                                       |                                       |                                       |                                       |                                       |                                |                                |                                 |                                 |                                 |                                 |                                 |                                 |  |  |                                    |                                    |                                    |                                    |                                    |                                    |  |  |  |  |  |  |  |  |  |  |  |  |  |  |
| خاندان آنژو     | خاندان آنژو     | خاندان آنژو     | خاندان آنژو     | خاندان آنژو     | خاندان آنژو     |  |  |                                      |                                      |                                      |                                      |                                      |                                      |  |  |                                     |                                     |                                     |                                     |                                     |                                     |  |  | بالدوین سوم ۱۱۳۰–۱۱۶۳ ح. ۱۱۴۳–۱۱۶۳ | بالدوین سوم ۱۱۳۰–۱۱۶۳ ح. ۱۱۴۳–۱۱۶۳ | بالدوین سوم ۱۱۳۰–۱۱۶۳ ح. ۱۱۴۳–۱۱۶۳ | بالدوین سوم ۱۱۳۰–۱۱۶۳ ح. ۱۱۴۳–۱۱۶۳ | بالدوین سوم ۱۱۳۰–۱۱۶۳ ح. ۱۱۴۳–۱۱۶۳ | بالدوین سوم ۱۱۳۰–۱۱۶۳ ح. ۱۱۴۳–۱۱۶۳ |                                  |                                  | امالریک یکم ۱۱۳۶–۱۱۷۴ ح. ۱۱۶۳–۱۱۷۴ | امالریک یکم ۱۱۳۶–۱۱۷۴ ح. ۱۱۶۳–۱۱۷۴ | امالریک یکم ۱۱۳۶–۱۱۷۴ ح. ۱۱۶۳–۱۱۷۴ | امالریک یکم ۱۱۳۶–۱۱۷۴ ح. ۱۱۶۳–۱۱۷۴ | امالریک یکم ۱۱۳۶–۱۱۷۴ ح. ۱۱۶۳–۱۱۷۴ | امالریک یکم ۱۱۳۶–۱۱۷۴ ح. ۱۱۶۳–۱۱۷۴ |                             |                             |                                       |                                       |                                       |                                       |                                       |                                       |                                |                                |                                 |                                 |                                 |                                 |                                 |                                 |  |  |                                    |                                    |                                    |                                    |                                    |                                    |  |  |  |  |  |  |  |  |  |  |  |  |  |  |
|                 |                 |                 |                 |                 |                 |  |  |                                      |                                      |                                      |                                      |                                      |                                      |  |  |                                     |                                     |                                     |                                     |                                     |                                     |  |  |                                    |                                    |                                    |                                    |                                    |                                    |                                  |                                  |                                    |                                    |                                    |                                    |                                    |                                    |                             |                             |                                       |                                       |                                       |                                       |                                       |                                       |                                |                                |                                 |                                 |                                 |                                 |                                 |                                 |  |  |                                    |                                    |                                    |                                    |                                    |                                    |  |  |  |  |  |  |  |  |  |  |  |  |  |  |
| خاندان آلرامیکی | خاندان آلرامیکی | خاندان آلرامیکی | خاندان آلرامیکی | خاندان آلرامیکی | خاندان آلرامیکی |  |  | بالدوین چهارم ۱۱۶۱–۱۱۸۵ ح. ۱۱۷۴–۱۱۸۵ | بالدوین چهارم ۱۱۶۱–۱۱۸۵ ح. ۱۱۷۴–۱۱۸۵ | بالدوین چهارم ۱۱۶۱–۱۱۸۵ ح. ۱۱۷۴–۱۱۸۵ | بالدوین چهارم ۱۱۶۱–۱۱۸۵ ح. ۱۱۷۴–۱۱۸۵ | بالدوین چهارم ۱۱۶۱–۱۱۸۵ ح. ۱۱۷۴–۱۱۸۵ | بالدوین چهارم ۱۱۶۱–۱۱۸۵ ح. ۱۱۷۴–۱۱۸۵ |  |  | سیبلا ۱۱۶۰–۱۱۹۰ ح. ۱۱۸۶–۱۱۹۰        | سیبلا ۱۱۶۰–۱۱۹۰ ح. ۱۱۸۶–۱۱۹۰        | سیبلا ۱۱۶۰–۱۱۹۰ ح. ۱۱۸۶–۱۱۹۰        | سیبلا ۱۱۶۰–۱۱۹۰ ح. ۱۱۸۶–۱۱۹۰        | سیبلا ۱۱۶۰–۱۱۹۰ ح. ۱۱۸۶–۱۱۹۰        | سیبلا ۱۱۶۰–۱۱۹۰ ح. ۱۱۸۶–۱۱۹۰        |  |  | گی ۱۱۵۰–۱۱۹۴ ح. ۱۱۸۶–۱۱۹۰/۹۲       | گی ۱۱۵۰–۱۱۹۴ ح. ۱۱۸۶–۱۱۹۰/۹۲       | گی ۱۱۵۰–۱۱۹۴ ح. ۱۱۸۶–۱۱۹۰/۹۲       | گی ۱۱۵۰–۱۱۹۴ ح. ۱۱۸۶–۱۱۹۰/۹۲       | گی ۱۱۵۰–۱۱۹۴ ح. ۱۱۸۶–۱۱۹۰/۹۲       | گی ۱۱۵۰–۱۱۹۴ ح. ۱۱۸۶–۱۱۹۰/۹۲       |                                  |                                  | کنراد یکم ۱۱۴۵–۱۱۹۲ ح. ۱۱۹۲        | کنراد یکم ۱۱۴۵–۱۱۹۲ ح. ۱۱۹۲        | کنراد یکم ۱۱۴۵–۱۱۹۲ ح. ۱۱۹۲        | کنراد یکم ۱۱۴۵–۱۱۹۲ ح. ۱۱۹۲        | کنراد یکم ۱۱۴۵–۱۱۹۲ ح. ۱۱۹۲        | کنراد یکم ۱۱۴۵–۱۱۹۲ ح. ۱۱۹۲        |                             |                             | ایزابلا یکم ۱۱۷۲–۱۲۰۵ ح. ۱۱۹۰/۹۲–۱۲۰۵ | ایزابلا یکم ۱۱۷۲–۱۲۰۵ ح. ۱۱۹۰/۹۲–۱۲۰۵ | ایزابلا یکم ۱۱۷۲–۱۲۰۵ ح. ۱۱۹۰/۹۲–۱۲۰۵ | ایزابلا یکم ۱۱۷۲–۱۲۰۵ ح. ۱۱۹۰/۹۲–۱۲۰۵ | ایزابلا یکم ۱۱۷۲–۱۲۰۵ ح. ۱۱۹۰/۹۲–۱۲۰۵ | ایزابلا یکم ۱۱۷۲–۱۲۰۵ ح. ۱۱۹۰/۹۲–۱۲۰۵ |                                |                                | هنری یکم ۱۱۶۶–۱۱۹۷ ح. ۱۱۹۲–۱۱۹۷ | هنری یکم ۱۱۶۶–۱۱۹۷ ح. ۱۱۹۲–۱۱۹۷ | هنری یکم ۱۱۶۶–۱۱۹۷ ح. ۱۱۹۲–۱۱۹۷ | هنری یکم ۱۱۶۶–۱۱۹۷ ح. ۱۱۹۲–۱۱۹۷ | هنری یکم ۱۱۶۶–۱۱۹۷ ح. ۱۱۹۲–۱۱۹۷ | هنری یکم ۱۱۶۶–۱۱۹۷ ح. ۱۱۹۲–۱۱۹۷ |  |  | امالریک دوم ۱۱۴۵–۱۲۰۵ ح. ۱۱۹۷–۱۲۰۵ | امالریک دوم ۱۱۴۵–۱۲۰۵ ح. ۱۱۹۷–۱۲۰۵ | امالریک دوم ۱۱۴۵–۱۲۰۵ ح. ۱۱۹۷–۱۲۰۵ | امالریک دوم ۱۱۴۵–۱۲۰۵ ح. ۱۱۹۷–۱۲۰۵ | امالریک دوم ۱۱۴۵–۱۲۰۵ ح. ۱۱۹۷–۱۲۰۵ | امالریک دوم ۱۱۴۵–۱۲۰۵ ح. ۱۱۹۷–۱۲۰۵ |  |  |  |  |  |  |  |  |  |  |  |  |  |  |
| خاندان آلرامیکی | خاندان آلرامیکی | خاندان آلرامیکی | خاندان آلرامیکی | خاندان آلرامیکی | خاندان آلرامیکی |  |  | بالدوین چهارم ۱۱۶۱–۱۱۸۵ ح. ۱۱۷۴–۱۱۸۵ | بالدوین چهارم ۱۱۶۱–۱۱۸۵ ح. ۱۱۷۴–۱۱۸۵ | بالدوین چهارم ۱۱۶۱–۱۱۸۵ ح. ۱۱۷۴–۱۱۸۵ | بالدوین چهارم ۱۱۶۱–۱۱۸۵ ح. ۱۱۷۴–۱۱۸۵ | بالدوین چهارم ۱۱۶۱–۱۱۸۵ ح. ۱۱۷۴–۱۱۸۵ | بالدوین چهارم ۱۱۶۱–۱۱۸۵ ح. ۱۱۷۴–۱۱۸۵ |  |  | سیبلا ۱۱۶۰–۱۱۹۰ ح. ۱۱۸۶–۱۱۹۰        | سیبلا ۱۱۶۰–۱۱۹۰ ح. ۱۱۸۶–۱۱۹۰        | سیبلا ۱۱۶۰–۱۱۹۰ ح. ۱۱۸۶–۱۱۹۰        | سیبلا ۱۱۶۰–۱۱۹۰ ح. ۱۱۸۶–۱۱۹۰        | سیبلا ۱۱۶۰–۱۱۹۰ ح. ۱۱۸۶–۱۱۹۰        | سیبلا ۱۱۶۰–۱۱۹۰ ح. ۱۱۸۶–۱۱۹۰        |  |  | گی ۱۱۵۰–۱۱۹۴ ح. ۱۱۸۶–۱۱۹۰/۹۲       | گی ۱۱۵۰–۱۱۹۴ ح. ۱۱۸۶–۱۱۹۰/۹۲       | گی ۱۱۵۰–۱۱۹۴ ح. ۱۱۸۶–۱۱۹۰/۹۲       | گی ۱۱۵۰–۱۱۹۴ ح. ۱۱۸۶–۱۱۹۰/۹۲       | گی ۱۱۵۰–۱۱۹۴ ح. ۱۱۸۶–۱۱۹۰/۹۲       | گی ۱۱۵۰–۱۱۹۴ ح. ۱۱۸۶–۱۱۹۰/۹۲       |                                  |                                  | کنراد یکم ۱۱۴۵–۱۱۹۲ ح. ۱۱۹۲        | کنراد یکم ۱۱۴۵–۱۱۹۲ ح. ۱۱۹۲        | کنراد یکم ۱۱۴۵–۱۱۹۲ ح. ۱۱۹۲        | کنراد یکم ۱۱۴۵–۱۱۹۲ ح. ۱۱۹۲        | کنراد یکم ۱۱۴۵–۱۱۹۲ ح. ۱۱۹۲        | کنراد یکم ۱۱۴۵–۱۱۹۲ ح. ۱۱۹۲        |                             |                             | ایزابلا یکم ۱۱۷۲–۱۲۰۵ ح. ۱۱۹۰/۹۲–۱۲۰۵ | ایزابلا یکم ۱۱۷۲–۱۲۰۵ ح. ۱۱۹۰/۹۲–۱۲۰۵ | ایزابلا یکم ۱۱۷۲–۱۲۰۵ ح. ۱۱۹۰/۹۲–۱۲۰۵ | ایزابلا یکم ۱۱۷۲–۱۲۰۵ ح. ۱۱۹۰/۹۲–۱۲۰۵ | ایزابلا یکم ۱۱۷۲–۱۲۰۵ ح. ۱۱۹۰/۹۲–۱۲۰۵ | ایزابلا یکم ۱۱۷۲–۱۲۰۵ ح. ۱۱۹۰/۹۲–۱۲۰۵ |                                |                                | هنری یکم ۱۱۶۶–۱۱۹۷ ح. ۱۱۹۲–۱۱۹۷ | هنری یکم ۱۱۶۶–۱۱۹۷ ح. ۱۱۹۲–۱۱۹۷ | هنری یکم ۱۱۶۶–۱۱۹۷ ح. ۱۱۹۲–۱۱۹۷ | هنری یکم ۱۱۶۶–۱۱۹۷ ح. ۱۱۹۲–۱۱۹۷ | هنری یکم ۱۱۶۶–۱۱۹۷ ح. ۱۱۹۲–۱۱۹۷ | هنری یکم ۱۱۶۶–۱۱۹۷ ح. ۱۱۹۲–۱۱۹۷ |  |  | امالریک دوم ۱۱۴۵–۱۲۰۵ ح. ۱۱۹۷–۱۲۰۵ | امالریک دوم ۱۱۴۵–۱۲۰۵ ح. ۱۱۹۷–۱۲۰۵ | امالریک دوم ۱۱۴۵–۱۲۰۵ ح. ۱۱۹۷–۱۲۰۵ | امالریک دوم ۱۱۴۵–۱۲۰۵ ح. ۱۱۹۷–۱۲۰۵ | امالریک دوم ۱۱۴۵–۱۲۰۵ ح. ۱۱۹۷–۱۲۰۵ | امالریک دوم ۱۱۴۵–۱۲۰۵ ح. ۱۱۹۷–۱۲۰۵ |  |  |  |  |  |  |  |  |  |  |  |  |  |  |
|                 |                 |                 |                 |                 |                 |  |  |                                      |                                      |                                      |                                      |                                      |                                      |  |  |                                     |                                     |                                     |                                     |                                     |                                     |  |  |                                    |                                    |                                    |                                    |                                    |                                    |                                  |                                  |                                    |                                    |                                    |                                    |                                    |                                    |                             |                             |                                       |                                       |                                       |                                       |                                       |                                       |                                |                                |                                 |                                 |                                 |                                 |                                 |                                 |  |  |                                    |                                    |                                    |                                    |                                    |                                    |  |  |  |  |  |  |  |  |  |  |  |  |  |  |
| خاندان بلویی    | خاندان بلویی    | خاندان بلویی    | خاندان بلویی    | خاندان بلویی    | خاندان بلویی    |  |  |                                      |                                      |                                      |                                      |                                      |                                      |  |  | بالدوین پنجم ۱۱۷۷–۱۱۸۶ ح. ۱۱۸۵–۱۱۸۶ | بالدوین پنجم ۱۱۷۷–۱۱۸۶ ح. ۱۱۸۵–۱۱۸۶ | بالدوین پنجم ۱۱۷۷–۱۱۸۶ ح. ۱۱۸۵–۱۱۸۶ | بالدوین پنجم ۱۱۷۷–۱۱۸۶ ح. ۱۱۸۵–۱۱۸۶ | بالدوین پنجم ۱۱۷۷–۱۱۸۶ ح. ۱۱۸۵–۱۱۸۶ | بالدوین پنجم ۱۱۷۷–۱۱۸۶ ح. ۱۱۸۵–۱۱۸۶ |  |  |                                    |                                    |                                    |                                    | جان ۱۱۷۰–۱۲۳۷ ح. ۱۲۱۰–۱۲۱۲         | جان ۱۱۷۰–۱۲۳۷ ح. ۱۲۱۰–۱۲۱۲         | جان ۱۱۷۰–۱۲۳۷ ح. ۱۲۱۰–۱۲۱۲       | جان ۱۱۷۰–۱۲۳۷ ح. ۱۲۱۰–۱۲۱۲       | جان ۱۱۷۰–۱۲۳۷ ح. ۱۲۱۰–۱۲۱۲         | جان ۱۱۷۰–۱۲۳۷ ح. ۱۲۱۰–۱۲۱۲         |                                    |                                    | ماری ۱۱۹۲–۱۲۱۲ ح. ۱۲۰۵–۱۲۱۲        | ماری ۱۱۹۲–۱۲۱۲ ح. ۱۲۰۵–۱۲۱۲        | ماری ۱۱۹۲–۱۲۱۲ ح. ۱۲۰۵–۱۲۱۲ | ماری ۱۱۹۲–۱۲۱۲ ح. ۱۲۰۵–۱۲۱۲ | ماری ۱۱۹۲–۱۲۱۲ ح. ۱۲۰۵–۱۲۱۲           | ماری ۱۱۹۲–۱۲۱۲ ح. ۱۲۰۵–۱۲۱۲           |                                       |                                       | آلیس ۱۱۹۵–۱۲۴۶                        | آلیس ۱۱۹۵–۱۲۴۶                        | آلیس ۱۱۹۵–۱۲۴۶                 | آلیس ۱۱۹۵–۱۲۴۶                 | آلیس ۱۱۹۵–۱۲۴۶                  | آلیس ۱۱۹۵–۱۲۴۶                  |                                 |                                 |                                 |                                 |  |  |                                    |                                    |                                    |                                    |                                    |                                    |  |  |  |  |  |  |  |  |  |  |  |  |  |  |
| خاندان بلویی    | خاندان بلویی    | خاندان بلویی    | خاندان بلویی    | خاندان بلویی    | خاندان بلویی    |  |  |                                      |                                      |                                      |                                      |                                      |                                      |  |  | بالدوین پنجم ۱۱۷۷–۱۱۸۶ ح. ۱۱۸۵–۱۱۸۶ | بالدوین پنجم ۱۱۷۷–۱۱۸۶ ح. ۱۱۸۵–۱۱۸۶ | بالدوین پنجم ۱۱۷۷–۱۱۸۶ ح. ۱۱۸۵–۱۱۸۶ | بالدوین پنجم ۱۱۷۷–۱۱۸۶ ح. ۱۱۸۵–۱۱۸۶ | بالدوین پنجم ۱۱۷۷–۱۱۸۶ ح. ۱۱۸۵–۱۱۸۶ | بالدوین پنجم ۱۱۷۷–۱۱۸۶ ح. ۱۱۸۵–۱۱۸۶ |  |  |                                    |                                    |                                    |                                    | جان ۱۱۷۰–۱۲۳۷ ح. ۱۲۱۰–۱۲۱۲         | جان ۱۱۷۰–۱۲۳۷ ح. ۱۲۱۰–۱۲۱۲         | جان ۱۱۷۰–۱۲۳۷ ح. ۱۲۱۰–۱۲۱۲       | جان ۱۱۷۰–۱۲۳۷ ح. ۱۲۱۰–۱۲۱۲       | جان ۱۱۷۰–۱۲۳۷ ح. ۱۲۱۰–۱۲۱۲         | جان ۱۱۷۰–۱۲۳۷ ح. ۱۲۱۰–۱۲۱۲         |                                    |                                    | ماری ۱۱۹۲–۱۲۱۲ ح. ۱۲۰۵–۱۲۱۲        | ماری ۱۱۹۲–۱۲۱۲ ح. ۱۲۰۵–۱۲۱۲        | ماری ۱۱۹۲–۱۲۱۲ ح. ۱۲۰۵–۱۲۱۲ | ماری ۱۱۹۲–۱۲۱۲ ح. ۱۲۰۵–۱۲۱۲ | ماری ۱۱۹۲–۱۲۱۲ ح. ۱۲۰۵–۱۲۱۲           | ماری ۱۱۹۲–۱۲۱۲ ح. ۱۲۰۵–۱۲۱۲           |                                       |                                       | آلیس ۱۱۹۵–۱۲۴۶                        | آلیس ۱۱۹۵–۱۲۴۶                        | آلیس ۱۱۹۵–۱۲۴۶                 | آلیس ۱۱۹۵–۱۲۴۶                 | آلیس ۱۱۹۵–۱۲۴۶                  | آلیس ۱۱۹۵–۱۲۴۶                  |                                 |                                 |                                 |                                 |  |  |                                    |                                    |                                    |                                    |                                    |                                    |  |  |  |  |  |  |  |  |  |  |  |  |  |  |
|                 |                 |                 |                 |                 |                 |  |  |                                      |                                      |                                      |                                      |                                      |                                      |  |  |                                     |                                     |                                     |                                     |                                     |                                     |  |  |                                    |                                    |                                    |                                    |                                    |                                    |                                  |                                  |                                    |                                    |                                    |                                    |                                    |                                    |                             |                             |                                       |                                       |                                       |                                       |                                       |                                       |                                |                                |                                 |                                 |                                 |                                 |                                 |                                 |  |  |                                    |                                    |                                    |                                    |                                    |                                    |  |  |  |  |  |  |  |  |  |  |  |  |  |  |
| خاندان برین     | خاندان برین     | خاندان برین     | خاندان برین     | خاندان برین     | خاندان برین     |  |  |                                      |                                      |                                      |                                      |                                      |                                      |  |  |                                     |                                     |                                     |                                     |                                     |                                     |  |  | فریدریش ۱۱۹۴–۱۲۵۰ ح. ۱۲۲۵–۱۲۲۸     | فریدریش ۱۱۹۴–۱۲۵۰ ح. ۱۲۲۵–۱۲۲۸     | فریدریش ۱۱۹۴–۱۲۵۰ ح. ۱۲۲۵–۱۲۲۸     | فریدریش ۱۱۹۴–۱۲۵۰ ح. ۱۲۲۵–۱۲۲۸     | فریدریش ۱۱۹۴–۱۲۵۰ ح. ۱۲۲۵–۱۲۲۸     | فریدریش ۱۱۹۴–۱۲۵۰ ح. ۱۲۲۵–۱۲۲۸     |                                  |                                  | ایزابلا دوم ۱۲۱۲–۱۲۲۸ ح. ۱۲۱۲–۱۲۲۸ | ایزابلا دوم ۱۲۱۲–۱۲۲۸ ح. ۱۲۱۲–۱۲۲۸ | ایزابلا دوم ۱۲۱۲–۱۲۲۸ ح. ۱۲۱۲–۱۲۲۸ | ایزابلا دوم ۱۲۱۲–۱۲۲۸ ح. ۱۲۱۲–۱۲۲۸ | ایزابلا دوم ۱۲۱۲–۱۲۲۸ ح. ۱۲۱۲–۱۲۲۸ | ایزابلا دوم ۱۲۱۲–۱۲۲۸ ح. ۱۲۱۲–۱۲۲۸ |                             |                             |                                       |                                       |                                       |                                       | ایزبلا ۱۲۱۶–۱۲۶۴                      | ایزبلا ۱۲۱۶–۱۲۶۴                      | ایزبلا ۱۲۱۶–۱۲۶۴               | ایزبلا ۱۲۱۶–۱۲۶۴               | ایزبلا ۱۲۱۶–۱۲۶۴                | ایزبلا ۱۲۱۶–۱۲۶۴                |                                 |                                 |                                 |                                 |  |  |                                    |                                    |                                    |                                    |                                    |                                    |  |  |  |  |  |  |  |  |  |  |  |  |  |  |
| خاندان برین     | خاندان برین     | خاندان برین     | خاندان برین     | خاندان برین     | خاندان برین     |  |  |                                      |                                      |                                      |                                      |                                      |                                      |  |  |                                     |                                     |                                     |                                     |                                     |                                     |  |  | فریدریش ۱۱۹۴–۱۲۵۰ ح. ۱۲۲۵–۱۲۲۸     | فریدریش ۱۱۹۴–۱۲۵۰ ح. ۱۲۲۵–۱۲۲۸     | فریدریش ۱۱۹۴–۱۲۵۰ ح. ۱۲۲۵–۱۲۲۸     | فریدریش ۱۱۹۴–۱۲۵۰ ح. ۱۲۲۵–۱۲۲۸     | فریدریش ۱۱۹۴–۱۲۵۰ ح. ۱۲۲۵–۱۲۲۸     | فریدریش ۱۱۹۴–۱۲۵۰ ح. ۱۲۲۵–۱۲۲۸     |                                  |                                  | ایزابلا دوم ۱۲۱۲–۱۲۲۸ ح. ۱۲۱۲–۱۲۲۸ | ایزابلا دوم ۱۲۱۲–۱۲۲۸ ح. ۱۲۱۲–۱۲۲۸ | ایزابلا دوم ۱۲۱۲–۱۲۲۸ ح. ۱۲۱۲–۱۲۲۸ | ایزابلا دوم ۱۲۱۲–۱۲۲۸ ح. ۱۲۱۲–۱۲۲۸ | ایزابلا دوم ۱۲۱۲–۱۲۲۸ ح. ۱۲۱۲–۱۲۲۸ | ایزابلا دوم ۱۲۱۲–۱۲۲۸ ح. ۱۲۱۲–۱۲۲۸ |                             |                             |                                       |                                       |                                       |                                       | ایزبلا ۱۲۱۶–۱۲۶۴                      | ایزبلا ۱۲۱۶–۱۲۶۴                      | ایزبلا ۱۲۱۶–۱۲۶۴               | ایزبلا ۱۲۱۶–۱۲۶۴               | ایزبلا ۱۲۱۶–۱۲۶۴                | ایزبلا ۱۲۱۶–۱۲۶۴                |                                 |                                 |                                 |                                 |  |  |                                    |                                    |                                    |                                    |                                    |                                    |  |  |  |  |  |  |  |  |  |  |  |  |  |  |
|                 |                 |                 |                 |                 |                 |  |  |                                      |                                      |                                      |                                      |                                      |                                      |  |  |                                     |                                     |                                     |                                     |                                     |                                     |  |  |                                    |                                    |                                    |                                    |                                    |                                    |                                  |                                  |                                    |                                    |                                    |                                    |                                    |                                    |                             |                             |                                       |                                       |                                       |                                       |                                       |                                       |                                |                                |                                 |                                 |                                 |                                 |                                 |                                 |  |  |                                    |                                    |                                    |                                    |                                    |                                    |  |  |  |  |  |  |  |  |  |  |  |  |  |  |
| خاندان اشتاوفر  | خاندان اشتاوفر  | خاندان اشتاوفر  | خاندان اشتاوفر  | خاندان اشتاوفر  | خاندان اشتاوفر  |  |  |                                      |                                      |                                      |                                      |                                      |                                      |  |  |                                     |                                     |                                     |                                     |                                     |                                     |  |  |                                    |                                    |                                    |                                    | کنراد دوم ۱۲۲۸–۱۲۵۴ ح. ۱۲۲۸–۱۲۵۴   | کنراد دوم ۱۲۲۸–۱۲۵۴ ح. ۱۲۲۸–۱۲۵۴   | کنراد دوم ۱۲۲۸–۱۲۵۴ ح. ۱۲۲۸–۱۲۵۴ | کنراد دوم ۱۲۲۸–۱۲۵۴ ح. ۱۲۲۸–۱۲۵۴ | کنراد دوم ۱۲۲۸–۱۲۵۴ ح. ۱۲۲۸–۱۲۵۴   | کنراد دوم ۱۲۲۸–۱۲۵۴ ح. ۱۲۲۸–۱۲۵۴   |                                    |                                    |                                    |                                    |                             |                             |                                       |                                       |                                       |                                       | هیو یکم ۱۲۳۵–۱۲۸۴ ح. ۱۲۶۸–۱۲۸۴        | هیو یکم ۱۲۳۵–۱۲۸۴ ح. ۱۲۶۸–۱۲۸۴        | هیو یکم ۱۲۳۵–۱۲۸۴ ح. ۱۲۶۸–۱۲۸۴ | هیو یکم ۱۲۳۵–۱۲۸۴ ح. ۱۲۶۸–۱۲۸۴ | هیو یکم ۱۲۳۵–۱۲۸۴ ح. ۱۲۶۸–۱۲۸۴  | هیو یکم ۱۲۳۵–۱۲۸۴ ح. ۱۲۶۸–۱۲۸۴  |                                 |                                 |                                 |                                 |  |  |                                    |                                    |                                    |                                    |                                    |                                    |  |  |  |  |  |  |  |  |  |  |  |  |  |  |
| خاندان اشتاوفر  | خاندان اشتاوفر  | خاندان اشتاوفر  | خاندان اشتاوفر  | خاندان اشتاوفر  | خاندان اشتاوفر  |  |  |                                      |                                      |                                      |                                      |                                      |                                      |  |  |                                     |                                     |                                     |                                     |                                     |                                     |  |  |                                    |                                    |                                    |                                    | کنراد دوم ۱۲۲۸–۱۲۵۴ ح. ۱۲۲۸–۱۲۵۴   | کنراد دوم ۱۲۲۸–۱۲۵۴ ح. ۱۲۲۸–۱۲۵۴   | کنراد دوم ۱۲۲۸–۱۲۵۴ ح. ۱۲۲۸–۱۲۵۴ | کنراد دوم ۱۲۲۸–۱۲۵۴ ح. ۱۲۲۸–۱۲۵۴ | کنراد دوم ۱۲۲۸–۱۲۵۴ ح. ۱۲۲۸–۱۲۵۴   | کنراد دوم ۱۲۲۸–۱۲۵۴ ح. ۱۲۲۸–۱۲۵۴   |                                    |                                    |                                    |                                    |                             |                             |                                       |                                       |                                       |                                       | هیو یکم ۱۲۳۵–۱۲۸۴ ح. ۱۲۶۸–۱۲۸۴        | هیو یکم ۱۲۳۵–۱۲۸۴ ح. ۱۲۶۸–۱۲۸۴        | هیو یکم ۱۲۳۵–۱۲۸۴ ح. ۱۲۶۸–۱۲۸۴ | هیو یکم ۱۲۳۵–۱۲۸۴ ح. ۱۲۶۸–۱۲۸۴ | هیو یکم ۱۲۳۵–۱۲۸۴ ح. ۱۲۶۸–۱۲۸۴  | هیو یکم ۱۲۳۵–۱۲۸۴ ح. ۱۲۶۸–۱۲۸۴  |                                 |                                 |                                 |                                 |  |  |                                    |                                    |                                    |                                    |                                    |                                    |  |  |  |  |  |  |  |  |  |  |  |  |  |  |
|                 |                 |                 |                 |                 |                 |  |  |                                      |                                      |                                      |                                      |                                      |                                      |  |  |                                     |                                     |                                     |                                     |                                     |                                     |  |  |                                    |                                    |                                    |                                    |                                    |                                    |                                  |                                  |                                    |                                    |                                    |                                    |                                    |                                    |                             |                             |                                       |                                       |                                       |                                       |                                       |                                       |                                |                                |                                 |                                 |                                 |                                 |                                 |                                 |  |  |                                    |                                    |                                    |                                    |                                    |                                    |  |  |  |  |  |  |  |  |  |  |  |  |  |  |
| خاندان لوزینیان | خاندان لوزینیان | خاندان لوزینیان | خاندان لوزینیان | خاندان لوزینیان | خاندان لوزینیان |  |  |                                      |                                      |                                      |                                      |                                      |                                      |  |  |                                     |                                     |                                     |                                     |                                     |                                     |  |  |                                    |                                    |                                    |                                    | کنراد سوم ۱۲۵۲–۱۲۶۸ ح. ۱۲۵۴–۱۲۶۸   | کنراد سوم ۱۲۵۲–۱۲۶۸ ح. ۱۲۵۴–۱۲۶۸   | کنراد سوم ۱۲۵۲–۱۲۶۸ ح. ۱۲۵۴–۱۲۶۸ | کنراد سوم ۱۲۵۲–۱۲۶۸ ح. ۱۲۵۴–۱۲۶۸ | کنراد سوم ۱۲۵۲–۱۲۶۸ ح. ۱۲۵۴–۱۲۶۸   | کنراد سوم ۱۲۵۲–۱۲۶۸ ح. ۱۲۵۴–۱۲۶۸   |                                    |                                    |                                    |                                    |                             |                             | جان دوم ۱۲۶۷–۱۲۸۵ ح. ۱۲۸۴–۱۲۸۵        | جان دوم ۱۲۶۷–۱۲۸۵ ح. ۱۲۸۴–۱۲۸۵        | جان دوم ۱۲۶۷–۱۲۸۵ ح. ۱۲۸۴–۱۲۸۵        | جان دوم ۱۲۶۷–۱۲۸۵ ح. ۱۲۸۴–۱۲۸۵        | جان دوم ۱۲۶۷–۱۲۸۵ ح. ۱۲۸۴–۱۲۸۵        | جان دوم ۱۲۶۷–۱۲۸۵ ح. ۱۲۸۴–۱۲۸۵        |                                |                                | هنری دوم ۱۲۷۰–۱۳۲۴ ح. ۱۲۸۵–۱۲۹۱ | هنری دوم ۱۲۷۰–۱۳۲۴ ح. ۱۲۸۵–۱۲۹۱ | هنری دوم ۱۲۷۰–۱۳۲۴ ح. ۱۲۸۵–۱۲۹۱ | هنری دوم ۱۲۷۰–۱۳۲۴ ح. ۱۲۸۵–۱۲۹۱ | هنری دوم ۱۲۷۰–۱۳۲۴ ح. ۱۲۸۵–۱۲۹۱ | هنری دوم ۱۲۷۰–۱۳۲۴ ح. ۱۲۸۵–۱۲۹۱ |  |  |                                    |                                    |                                    |                                    |                                    |                                    |  |  |  |  |  |  |  |  |  |  |  |  |  |  |